# Ritratto della contessina Antonietta Negroni Prati Morosini bambina
Ritratto della contessina Antonietta Negroni Prati Morosini bambina è un dipinto di Francesco Hayez del 1858 conservato a Milano presso la Galleria d'arte moderna di Villa Reale Belgioioso. Il dipinto, commissionato al pittore veneziano da Alessandro Negroni Prati Morosini (padre della contessa Morosini ritratta nell'opera), è entrato a far parte delle collezioni civiche milanesi nel 1935 grazie alla sua donazione da parte di Anna Cristina del Mayno Casati.

## Descrizione
Per questo ritratto Hayez decise di utilizzare alcune fotografie della contessina onde evitarle lunghe e noiose pose. Nonostante la rassicurante vicinanza della madre nelle foto utilizzate come modello dall'artista, l'espressione della piccola contessina faceva trasparire una sorta di disagio e smarrimento che Hayez volle conservare nel ritratto su tela dando al dipinto una freschezza realistica anticonvenzionale rispetto ai canoni dell'epoca in materia di ritrattistica infantile. Alla nitidezza della figura centrale si affianca un virtuoso tripudio di fiori, anch'esso poco apprezzato dai critici dell'epoca.

## Curiosità
- Il 3 novembre 1982 le Poste Italiane emisero un francobollo da 300 lire raffigurante il Ritratto della contessina Antonietta Negroni Prati Morosini bambina quale omaggio a Francesco Hayez in merito alla serie di francobolli Arte Italiana[2].